# スワップ・マニア 相互鑑賞の人妻たち
『スワップ・マニア 相互鑑賞の人妻たち』は 2001年のオリジナルビデオ。販売元はTMC、制作はスノビッシュ。テーマはスワッピング。2015年4月3日、DVDとして再リリース。

## ストーリー
新婚で早くも倦怠気味の若夫婦が、ある夫婦との相互鑑賞に参加する。その後、もう一組のカップルも交えた宴が始まる。

## スタッフ
- 製作 海津昭彦
- 企画 望月健二
- プロデューサー 　 西山秀明
- 監督 勝山茂雄
- 脚本 　 勝山茂雄
- 撮影 　 木次信仁

## 出演
- 村田麻紀子
- 山口奈々絵
- 奥菜千春
- MAO
- 速見健二
- 神戸顕一